# South Radworthy
South Radworthy ist ein Weiler im Civil parish of North Molton, im Distrikt North Devon in der Grafschaft Devon, England. Es liegt etwa fünf Kilometer nördlich des Dorfes North Molton und etwa 25 Kilometer östlich der Stadt Barnstaple.

## Geographie
South Radworthy liegt südlich bzw. östlich des River Mole, dessen Quellgebiet nordöstlich von South Raworthy liegt. Auf der anderen Seite des Flusses liegen rund einen Kilometer westsüdwestlich Heasley Mill, eineinhalb Kilometer westnordwestlich North Heasley und eineinhalb Kilometer nordnordöstlich North Radworthy. Der Weiler liegt an einer nicht klassifizierten Straße und ist von Waldland umgeben.

## Listed Building
South Radworthy Cottage ist ein Paar Cottages, das seit dem 24. November 1988 im Grade II auf der Statutory List of Buildings of Special Architectural or Historic Interest geführt wird. Das ältere der beiden stammt aus dem 17. Jahrhundert, das andere aus dem 19. Jahrhundert.

## Domesday Book
South Radworthy wird gemeinsam mit North Radworthy im Domesday Book erwähnt. Beide Orte liegen im alten Hundred of South Molton, einer von 42 alten Verwaltungseinheiten in der Grafschaft Devon.
Der Eintrag im Domesday Book für North und South Radworthy weist eine Bevölkerung durch 12 Haushalte (acht der freien Dorfbewohner und vier von Leibeigenen) aus, und die Steuerlast war auf insgesamt 0,3 Geldeinheiten festgelegt. Der Wert des Landes im Jahr 1086 war mit £ 3 festgestellt, gegenüber £ 0,8 im Jahr 1070. Nach der Eroberung 1066 war Alward Son of Toki der Lehnsherr, doch war dies 1086 William the Goat. Das landwirtschaftlich genutzte Land in den beiden Orten bestand aus Gewannen, von denen zwei vom Lehnsherr und eines von den freien Dorfbewohnern bewirtschaftet wurde. Außerdem gab es einen Acre Wiesenland, 40 Acre Weideland, eine Leuge Waldland und eine Achtelmeile gemischter Ausmaße. 10 Rinder, vier Schweine und 50 Schafe wurden 1086 gehalten.

## Belege
1. ↑  List Entry Summary: SOUTH RADWORTHY COTTAGE. English Heritage, abgerufen am 15. September 2013 (englisch).
2. ↑  THE HUNDREDS OF DEVON. In: GENUKI. Archiviert vom Original am 27. April 2016; abgerufen am 14. September 2013 (englisch).
3. ↑  North & South Radworthy. In: OPEN DOMESDAY. Archiviert vom Original am 8. August 2014; abgerufen am 15. September 2013 (englisch).
4. ↑  North & South Radworthy Entry Scan. (PNG) In: OPEN DOMESDAY ENTRY SCAN. Archiviert vom Original am 8. August 2014; abgerufen am 15. September 2013 (Latein).